# Yannick Lincoln
Pour les articles homonymes, voir Lincoln.
Yannick Lincoln, né le 30 décembre 1982 à Curepipe, est un coureur cycliste mauricien.

## Biographie
Yannick Lincoln commence le cyclisme vers l'âge de 5 ans par le BMX. À 11 ans, il obtient son premier vélo de course. Il essaye également l'équitation à 14 ou 15 ans, avant de se tourner définitivement vers le cyclisme. Son petit frère Christophe a également pratiqué ce sport en compétition.
À 18 ans, il part s'aguerrir sur quelques compétitions régionales en France, tout en commençant des études en licence STAPS. En 2002, il intègre la structure DN1 du Guidon Sprinter Club de Blagnac, du côté de Toulouse. Il court dans ce club durant cinq saisons, sans toutefois obtenir un contrat professionnel en Europe.
Yannick Lincoln compte de nombreux titres de champion de Maurice à son palmarès. Sous les couleurs de son pays, il a remporté plusieurs médailles aux Jeux des îles de l'océan Indien. Il a également participé à plusieurs éditions des championnats d'Afrique et des Jeux du Commonwealth. Entre 2005 et 2015, il remporte à six reprises le Tour de Maurice, un record. Il se classe par ailleurs troisième de l'édition 2006, marquée par le succès de Chris Froome, qui court alors sous nationalité kényane.  
En plus du cyclisme sur route, Yannick Lincoln pratique le VTT. En 2016, il devient champion d'Afrique de cross-country marathon. Trois ans plus tard, il obtient une médaille d'argent dans cette discipline aux Jeux africains.

## Palmarès sur route

### Par années
- 2003
  -  Médaillé d'or du contre-la-montre par équipes aux Jeux des îles de l'océan Indien
  -  Médaillé d'argent du contre-la-montre aux Jeux des îles de l'océan indien
  -  Médaillé d'argent de la course en ligne aux Jeux des îles de l'océan indien
- 2005
  - Tour de Maurice :
    - Classement général
    - Prologue
- 2006
  - Dry Cleaning & Laundry Cycling Cup :
    - Classement général
    - 1re (contre-la-montre) et 2e étapes

  - 2e du Tour des Seychelles
  - 3e du Tour de Maurice
- 2007
  -  Champion de Maurice du contre-la-montre
  - Mémorial R. Brousse (contre-la-montre)
  - Classement général du Tour de Maurice
  - 3e du championnat de Maurice sur route
  -  Médaillé de bronze du contre-la-montre par équipes aux Jeux des îles de l'océan Indien
- 2008
  -  Champion de Maurice du contre-la-montre
  - Mémorial R. Brousse (contre-la-montre)
  - 3e étape du Tour de Maurice (contre-la-montre)
  - 3e du Tour de Maurice
  - 10e du championnat d'Afrique sur route
- 2009
  -  Champion de Maurice du contre-la-montre
  - Mémorial R. Brousse
  - Dry Cleaning Challenge Cup
  - Deutsche Bank Cycle Tour
  - 2e du Tour de Maurice
  - 3e du Tour de La Réunion
  - 6e du championnat d'Afrique sur route
- 2010
  -  Champion de Maurice du contre-la-montre
  - Trophée des Grimpeurs
  - Colin Mayer Classic :
    - Classement général
    - 2e étape (contre-la-montre)

  - Dry Cleaning & Laundry Cycling Cup
  - 1re et 5e étapes du Tour de Maurice
  - 2e du Tour de Maurice
  - 3e du championnat de Maurice sur route
- 2011
  -  Champion de Maurice du contre-la-montre
  - Mémorial Claude et Mico Quéland
  - Ruisseau Créole Challenge Cup
  - Colin Mayer Classic :
    - Classement général
    - 1re étape (contre-la-montre)

  -  Médaillé d'or du contre-la-montre par équipes aux Jeux des îles de l'océan Indien
  -  Médaillé d'or du contre-la-montre aux Jeux des îles de l'océan Indien
  - Tour de Maurice :
    - Classement général
    - 1re (contre-la-montre) et 5e étapes

  -  Médaillé d'argent du contre-la-montre par équipes aux Jeux africains
- 2012
  -  Champion de Maurice du contre-la-montre
  -  Champion de Maurice du contre-la-montre par équipes
  - Mémorial Claude et Mico Quéland (contre-la-montre)
  - Ruisseau Créole Challenge Cup
  - Grand Prix Kong Supermarket
  - Colin Mayer Classic :
    - Classement général
    - 1re (contre-la-montre) et 3e étapes

  - Trophée des Grimpeurs
  - 1re étape du Bank One Riders Trophy (contre-la-montre par équipes)
  - Classement général du Tour de Maurice
- 2013
  -  Champion de Maurice du contre-la-montre
  -  Champion de Maurice du contre-la-montre par équipes
  - Mémorial Claude et Mico Quéland (contre-la-montre)
  - Grand Prix Kong Supermarket
  - Grand Prix BRSC-Isostar
  - Grand Prix Rotary Club de Flacq
  - Trophée des Grimpeurs
  - Colin Mayer Classic
  - Tour de Maurice :
    - Classement général
    - 6e étape

  - Grand Prix UCRH
- 2014
  -  Champion de Maurice du contre-la-montre par équipes
  - Colin Mayer Classic :
    - Classement général
    - 1re (contre-la-montre) et 2e étapes

  - Grand Prix Kong Supermarket
  - Tour de Maurice :
    - Classement général
    - 1re étape (contre-la-montre par équipes)
- 2015
  -  Médaillé d'or de la course en ligne aux Jeux des îles de l'océan Indien
  -  Champion de Maurice du contre-la-montre
  - Circuit du Champ de Mars
  - Grand Prix Winner's
  - 2e du championnat de Maurice du contre-la-montre
  -  Médaillé d'argent du contre-la-montre aux Jeux des îles de l'océan indien
  -  Médaillé d'argent du contre-la-montre par équipes aux Jeux des îles de l'océan indien
- 2016
  - Grand Prix Altéo
  - 2e étape de la Colin Mayer Classic
  - VCJCC Cup
  - 2e de la Colin Mayer Classic
- 2017
  - Snowy Maiden Race
  - Grand Prix Altéo
  - 1re et 5e étapes du Tour de Maurice
  - 2e du championnat de Maurice du contre-la-montre
  - 2e du Tour de Maurice
- 2018
  - Circuit de Champs de Mars
  - Pina Colada Classic :
    - Classement général
    - 2e étape

  - 2e du championnat de Maurice du contre-la-montre
  - 3e du championnat de Maurice sur route
- 2019
  -  Médaillé d'or du contre-la-montre par équipes aux Jeux des îles de l'océan Indien
  -  Champion de Maurice du contre-la-montre
  - 3e du championnat de Maurice sur route
  -  Médaillé d'argent de la course en ligne aux Jeux des îles de l'océan indien
- 2020
  -  Champion de Maurice du contre-la-montre
  - 2e du championnat de Maurice sur route
  - 3e du Tour de Maurice
- 2021
  - 2e du championnat de Maurice sur route
  - 2e du championnat de Maurice du contre-la-montre
- 2022
  - Grand Prix Moka Rangers
  - 3e du championnat de Maurice du contre-la-montre
- 2023
  - 3e du championnat de Maurice du contre-la-montre
- 2024
  - 3e du championnat de Maurice sur route

### Classements mondiaux
| Année                                 | 2009 | 2010 | 2011 | 2012 | 2013 | 2014 | 2015 | 2016 | 2017  | 2018  | 2019 | 2020 | 2021 | 2022  | 2023  | 2024 |
| ------------------------------------- | ---- | ---- | ---- | ---- | ---- | ---- | ---- | ---- | ----- | ----- | ---- | ---- | ---- | ----- | ----- | ---- |
| Classement mondial                    |      |      |      |      |      |      |      | nc   | 2127e | 1465e | nc   | 618e | 985e | 1970e | 1958e | 979e |
| UCI Asia Tour                         | nc   | nc   | nc   | nc   | nc   | nc   | nc   | nc   | 375e  | nc    |      |      |      |       |       |      |
| UCI Africa Tour                       | 70e  | 52e  | nc   | nc   | 178e | nc   | 150e | nc   | nc    | 88e   | nc   | 16e  | 43e  | 116e  | nc    | 63e  |
|                                       |      |      |      |      |      |      |      |      |       |       |      |      |      |       |       |      |
| Légende : nc = non classéSource : UCI |      |      |      |      |      |      |      |      |       |       |      |      |      |       |       |      |

## Palmarès en VTT

### Championnats d'Afrique
- 2013
  -  Médaillé d'argent du cross-country
- 2016
  -  Champion d'Afrique de cross-country marathon
- 2017
  -  Médaillé d'argent du cross-country marathon
  -  Médaillé de bronze du cross-country

### Jeux africains
- Casablanca 2019
  -  Médaillé d'argent du cross-country marathon

### Championnats nationaux
| - 2014 - Champion de Maurice de cross-country - 2015 - Champion de Maurice de cross-country - 2016 - Champion de Maurice de cross-country - 2019 - Champion de Maurice de cross-country - 2021 - 3e du championnat de Maurice de cross-country | - 2022 - 2e du championnat de Maurice de cross-country - 2e du championnat de Maurice de cross-country marathon - 2023 - Champion de Maurice de cross-country - 2024 - 2e du championnat de Maurice de cross-country marathon - 2025 - Champion de Maurice de cross-country |  |